# Dejan Janjatović
Dejan Janjatović (cyr. Дејан Јањатовић, ur. 25 lutego 1992 w Slavonskim Brodzie) – serbski piłkarz występujący na pozycji pomocnika.

## Kariera klubowa
Wychowanek amatorskiego klubu SV Fürstenstein. Następnie trenował w SVN München, skąd w 2008 roku przeniósł się do Bayernu Monachium. Występował tam w zespołach młodzieżowych U-17 i U-19 oraz w rezerwach (3. Liga). W połowie 2011 roku, pomimo otrzymania oferty amatorskiego kontraktu od zespołu Bayernu II, odszedł z klubu i przeniósł się do Getafe CF, gdzie z powodu kontuzji przez 7 miesięcy rozegrał 1 mecz w drugiej drużynie (Segunda División B).
Na początku 2012 roku Janjatović podpisał 4,5 letnią umowę z FC Sankt Gallen prowadzonym przez Jeffa Saibene. Początkowo występował w zespole rezerw. 15 lipca 2012 zadebiutował w Super League w zremisowanym 1:1 meczu przeciwko BSC Young Boys. Od sezonu 2012/13 rozpoczął regularne występy w podstawowym składzie pierwszej drużyny. W sezonie 2013/14 wystąpił z Sankt Gallen w fazie grupowej Ligi Europy UEFA, wcześniej zdobywając jedną bramkę w ostatniej rundzie kwalifikacyjnej w dwumeczu ze Spartakiem Moskwa. Po przyjściu do klubu trenera Josefa Zinnbauera, który rzadziej dawał mu szansę gry, jego umowę rozwiązano pod koniec 2015 roku.
Na początku 2016 roku został zawodnikiem FC Vaduz. W sezonach 2015/16 i 2016/17 wywalczył z tym klubem Puchar Liechtensteinu. W czerwcu 2017 roku, po spadku Vaduz do Challenge League jego kontrakt nie został przedłużony. Wkrótce po tym zainteresowanie nim wyraziło FC Aarau, które jednak zatrudniło w jego miejsce innego gracza. Z powodów rodzinnych przez kolejne 6 miesięcy pozostawał on bez klubu. 1 grudnia 2017 roku Janjatović został piłkarzem Bruk-Bet Termaliki Nieciecza prowadzonej przez Macieja Bartoszka. Nazajutrz zadebiutował w Ekstraklasie w przegranym 2:4 meczu z Zagłębiem Lubin. W marcu 2018 roku jego umowa została rozwiązana za porozumieniem stron. Ogółem w barwach Termaliki wystąpił on w 6 ligowych meczach, nie zdobył żadnej bramki.

## Kariera reprezentacyjna
W 2010 roku występował w juniorskich reprezentacjach Niemiec w kategoriach U-18 oraz U-19. W 2013 roku, po rozmowach z władzami FSS, zadeklarował chęć gry w reprezentacji Serbii U-21.

## Życie prywatne
Janjatović urodził się w serbskiej rodzinie w miejscowości Slavonski Brod, która po rozpadzie Jugosławii znalazła się w granicach Chorwacji. Z powodu konfliktu zbrojnego w Bośni i Hercegowinie jego rodzina w połowie 1994 roku wyemigrowała do Niemiec i osiadła w Pasawie, skąd później przeprowadziła się do Monachium.
W czerwcu 2017 roku jego 3-miesięczna córka zmarła w klinice w Zurychu z powodu wrodzonej wady serca.

## Sukcesy
FC Vaduz
- Puchar Liechtensteinu: 2015/16, 2016/17